# Noeeta strigilata
Noeeta strigilata är en tvåvingeart som först beskrevs av Friedrich Hermann Loew 1855.  Noeeta strigilata ingår i släktet Noeeta och familjen borrflugor.
Artens utbredningsområde är Grekland. Inga underarter finns listade i Catalogue of Life.